# 원종린
원종린(元鍾麟, 1923년 10월 10일 ~ 2011년 6월 3일)은 대한민국의 수필가 겸 대학 교수(초등교육학 및 영어교육학 교수)이다. 본관은 원주(原州)이며 충청남도 공주 출생이다.

## 생애
1947년 수필가로 첫 입문한 그는 충청남도와 세종 및 대전 지방에서 호서문학의 원로 가운데 한 사람으로 일컬어지는 수필가이며 공주교육대학교 명예교수를 지냈다.
2000년대에는 그의 이름을 딴 '원종린 수필문학상'이 제정되어 해마다 수필가들을 선정하여 수여하고 있다.

## 학력
- 경성 휘문고등보통학교 졸업
- 일본 주오 대학교 철학과 중퇴
- 서울대학교 법학과 중퇴
- 미국 테네시주 내슈빌 조지 피바디 대학교 문헌정보학과 학사
- 미국 밴더빌트 대학교 대학원 문헌정보학과 인문과학 석사
- 중앙대학교 대학원 도서관학과 인문과학 석사
- 단국대학교 교육대학원 교육학 석사

## 주요 작품

### 수필
- 《1950년대 후반 시절 정림사지 석탑》(1969년)